# الکساندر سویدوف
الکساندر سویدوف (اوکراینی: Олександр Володимирович Севідов؛ زادهٔ ۱۸ ژوئیهٔ ۱۹۶۹) بازیکن فوتبال اهل اتحاد جماهیر شوروی سوسیالیستی است.
از باشگاه‌هایی که در آن بازی کرده‌است می‌توان به باشگاه فوتبال کریفباس کریفیی ریه، باشگاه فوتبال متالورگ زاپروژیا، باشگاه فوتبال متالورگ دونتسک، باشگاه فوتبال تورپدو مسکو، باشگاه فوتبال اوورلا اوژهورود، و باشگاه فوتبال زوریا لوهانسک اشاره کرد.